# 伍斯特 (紐約州)
伍斯特（英語：Worcester）是一個位於美國紐約州奧齊戈縣的鎮。

## 人口
根據2020年美國人口普查的數據，伍斯特的面積為121.40平方千米，當中陸地面積為120.98平方千米，而水域面積為0.42平方千米。當地共有人口2112人，而人口密度為每平方千米17人。